# Смит, Анна Николь
А́нна Нико́ль Смит (англ. Anna Nicole Smith), настоящее имя Ви́ки Линн Хо́ган (англ. Vickie Lynn Hogan; 28 ноября 1967 года, Хьюстон, Техас, США — 8 февраля 2007 года, Холливуд, Флорида, США) — американская фотомодель, актриса, телеведущая, продюсер, режиссёр и сценаристка. Девушка журнала Playboy 1993 года и секс-символ 1990-х годов.

## Биография
Вики Линн Хоган родилась 28 ноября 1967 года в Хьюстоне (штат Техас, США) в семье рабочего Дональда Юджина Хогана (12.07.1947—19.09.2009, умер от рака лёгких) и офицера Вирджи Таберс (12.07.1951—18.11.2018, умерла от рака). Родители расстались вскоре после её рождения, отец исчез в неизвестном направлении. Мать не смогла бросить работу, так как это был единственный источник дохода семьи. Из-за занятости матери Вики была отдана на попечение своей тёте Кей Беалл, которая очень её любила. Девочка бегала к ней как на праздник и называла её «вторая мама». Уже будучи взрослой и знаменитой, она встретилась со своим отцом и позже рассказала прессе, что очень им гордится. 

## Карьера

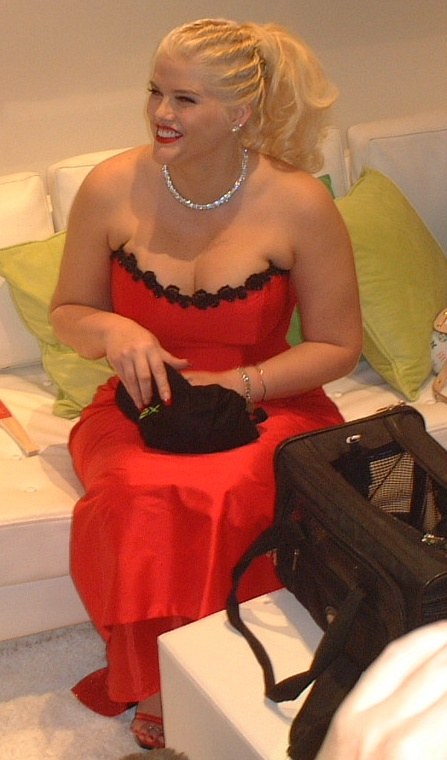
Смит в 2003 году

Начала карьеру модели в 20-летнем возрасте.
В 1992 году приняла участие в рекламе для модной марки «Guess». Именно тогда она взяла псевдоним Анна Николь Смит. Анна Николь — вымышленные имена, фамилия Смит была настоящей, полученной в первом браке.
В 1993 году Смит стала девушкой журнала «Playboy». У неё была возможность оказаться в журнале годом раньше, но незадолго до съёмок она оповестила редакцию о том, что попала в автокатастрофу и у неё появились ссадины, из-за которых она не может принять участие в съёмках.
На протяжении середины 1990-х и начала 2000-х Смит организовала собственное ток-шоу «Шоу Анны Николь» (шоу транслировалось в 2002—2004 годах), снималась в фильмах и телесериалах.
В 1998 году вышел фильм «Секреты Анны Николь Смит», в котором Смит выступила в качестве актрисы, режиссёра, сценариста и продюсера.

## Личная жизнь
Анна Николь Смит трижды была замужем, имела двоих детей.
- Первый супруг — Билли Смит. Были женаты в 1985—1993 годах. Будущие супруги познакомились в одном из дешёвых ресторанов, где они работали. Они поженились 4 апреля 1985 года, а 21 января 1986 года у них родился сын Дэниел Уэйн Смит (умер 10 сентября 2006 года от случайной передозировки антидепрессантами). Вскоре после рождения сына супруги Смит расстались, а 3 февраля 1993 года официально развелись.
- Второй супруг — Джеймс Говард Маршалл II[англ.] 1905 года рождения, американский бизнес-магнат, профессор университета, адвокат, и член федерального правительства, который и помог ей получить известность. Будущие супруги познакомились в начале 1990-х годов в стрип-клубе, где в трудные времена Анна Николь подрабатывала стриптизёршей. Они поженились 27 июня 1994 года, а спустя чуть больше года после их свадьбы — 4 августа 1995 года — 90-летний Маршалл скончался, и последующие 11 лет Смит была занята разделом наследства со своим пасынком Пирсом Маршаллом. В июне 2006 года Пирс скоропостижно скончался от инфекционного заболевания.
- Третий супруг — Говард К. Стерн[англ.] (род. 1968). Стерн был адвокатом Смит и представлял её в деле по наследству Маршалла. 7 сентября 2006 года Анна Николь родила дочь Дэннилин Хоуп Биркхед-Маршалл от бывшего жениха Ларри Биркхеда[англ.] (род. 1973)[5], а спустя почти 3 недели — 26 сентября 2006 года Смит вышла замуж за Стерна. Их брак длился менее 5 месяцев до смерти Смит в феврале 2007 года.

## Смерть
Последнее время жизни Смит проживала в столице Багамских островов — Нассау. Именно там умер её сын и родилась дочь. В начале февраля 2007 года она вместе со своим супругом Говардом К. Стерном отправилась по делам во Флориду. По сообщениям, с 5 по 8 февраля она «провалялась в постели» с чем-то, похожим на грипп.
8 февраля 2007 года Стерн уехал по делам, но вскоре его вызвали обратно, сообщив, что Смит крайне плохо. Прибывшая по вызову скорая несколько раз пыталась привести женщину в чувство, но безуспешно, она скончалась. По предварительной версии, причиной смерти 39-летней Смит стала передозировка анальгетиков и антидепрессантов, которыми она злоупотребляла в последние годы жизни.
Вскрытие показало, что Смит страдала тяжёлой и запущенной формой пневмонии. На фоне общей ослабленности организма после родов, нескольких пластических операций и постоянных депрессий болезнь только прогрессировала, что в конечном счёте и привело к смерти, а лекарства, которыми она снимала боль и боролась с депрессией, лишь всё усугубили. Также оговаривалось, что смерть Смит, возможно, ускорила вульгарная волчанка (разновидность туберкулёза кожи).
В судебном порядке мать и муж Смит вели разбирательства, где её хоронить. В результате Смит была похоронена рядом с сыном Дэниелом на Багамах 2 марта 2007 года.

## Память
- Сводная сестра Смит — Донна Хоган в апреле 2007 года написала книгу в память о ней под названием «Train Wreck: The Life and Death of Anna Nicole Smith» (рус. «Крушение поезда. Жизнь и смерть Анны Николь Смит»).
- В августе 2007 года вышел фильм-биография о ней под названием «Анна Николь», роль Смит исполнила Уилла Форд.
- 17 февраля 2011 года в Королевском театре Ковент-Гарден состоялась премьера оперы Марка-Энтони Тёрнеджа под названием «Анна Николь»[8].
- В июне 2013 года вышел ТВ фильм о ней «Анна Николь»[англ.] (The Anna Nicole Story), роль Смит исполнила Агнес Брукнер.
- Канадская панк-рок группа «Sum 41» имеет песню об Анне Николь Смит — «A.N.I.C.»

## Фильмография
| Год  |   | Русское название                    | Оригинальное название            | Роль                                      |
| ---- | - | ----------------------------------- | -------------------------------- | ----------------------------------------- |
| 2007 | ф | Инопланетянки-нелегалы              | Illegal Aliens                   | Люси (главная роль)                       |
| 2005 | ф | Будь круче!                         | Be Cool                          | саму себя                                 |
| 2003 | ф | Васаби тунца                        | Wasabi Tuna                      | саму себя                                 |
| 1999 | с | Элли Макбил                         | Ally McBeal                      | Майра Джейкобс                            |
| 1999 | с | Салоны Вероники                     | Veronica's Closet                | Донна (серия 2.13)                        |
| 1998 | с | Безумное телевидение                | Mad TV                           | Анна Николь Смит                          |
| 1998 | в | Секреты Анны Николь Смит            | Anna Nicole Smith: Exposed       | саму себя                                 |
| 1996 | в | Небоскрёб                           | Skyscraper                       | Кэрри Уиск                                |
| 1995 | с | Голая правда                        | The Naked Truth                  | приглашённая звезда (в пилотных эпизодах) |
| 1995 | ф | До крайнего предела                 | To the Limit                     | Колетт Дюбуа (главная роль)               |
| 1994 | ф | Подручный Хадсакера                 | The Hudsucker Proxy              | За-За                                     |
| 1994 | ф | Голый пистолет 33⅓: Последний выпад | Naked Gun 33 ⅓: The Final Insult | Таня Питерс                               |

### Телепередачи
- 4 августа 2002 — 1 июня 2003: ситком-реалити-шоу The Anna Nicole Show — ведущая…

### Кино
- В 2023 году вышел в прокат документальный фильм режиссёра Урсулы Макфарлейн «Анна Николь Смит: Вы меня не знаете / Anna Nicole Smith: You Don’t Know Me», рассказывающий историю жизни известной супермодели, актрисы, телеведущей, продюсера, режиссёра и сценаристки.
- В 2024 году выходит биографический фильм итальянского режиссёра Франческа Грегорини "Ураган Анна" (Hurricana)[9], о последних днях жизни супермодели Анны Николь Смит. По информации британского журнала Screen Daily, в фильме главную роль исполняет Сильвия Хукс.